# Camelina
Camelina là chi thực vật có hoa trong họ Cải.